# Шарль Леклерк

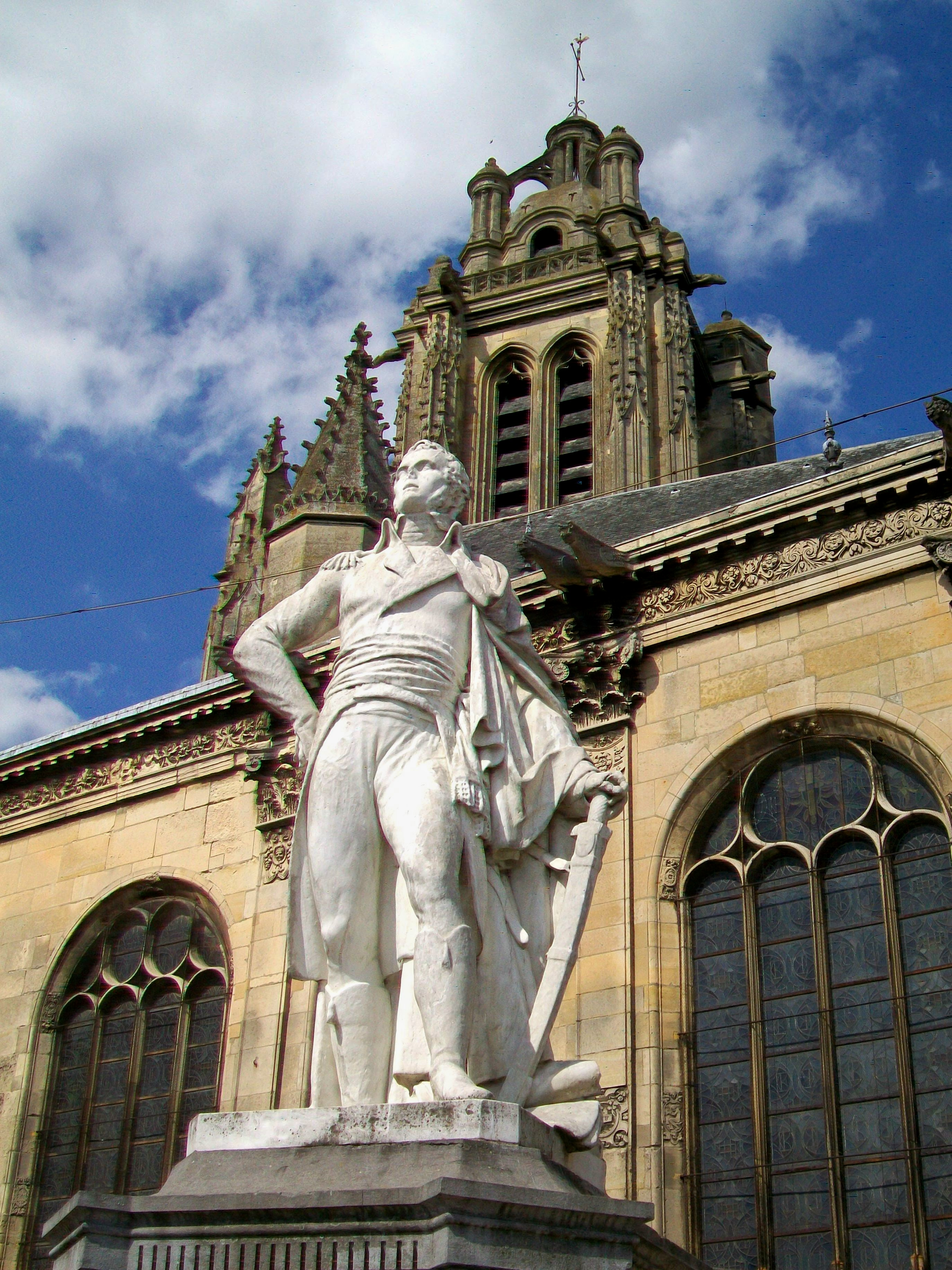
Статуя Шарля Леклерка в Понтуазі

Шарль Віктор Еммануель Леклерк (фр. Charles Victoire Emmanuel Leclerc; 17 березня 1772, Понтуаз — 2 листопада 1802, острів Тортуга, Сан-Домінго) — французький дивізійний генерал (26 серпня 1799).

## Життєпис

### Походження
Народився 17 березня 1722 року у французькому місті Понтуаз, в родині купця.

### Військова кар'єра
Почав свою військову кар'єру під час Великої французької революції, вступивши в 1790 році добровольцем у 2-й батальйон департаменту О-де-Сен. Упродовж трьох років вислужився від рядового добровольця до начальника штабу Західної дивізії.
У 1793 році, під час облоги Тулона зблизився з Наполеоном Бонапартом.
З 19 квітня 1794 року ад'ютант бригади в Арденнській армії.
У 1797 році одружився з сестрою Наполеона, Поліною Бонапарт. Наступного року, у квітні, у подружжя народився син на ім'я Дермид Луї Наполеон.
6 травня 1797 року Леклерку присвоєне звання бригадного генерала. З 14 листопада 1797 року — начальник Генерального штабу Італійської армії, а з 20 жовтня 1798 року — Армії Англії.
Супроводжував Бонапарта під час єгипетської кампанії, а потім узяв найактивнішу участь у Перевороті 18 брюмера. У 1799 році придушив повстання в Ліоні.
З 15 березня 1800 року — командир 7-ї дивізії Рейнської армії. 1 квітня прийняв командування над 2-ю дивізією резервного корпусу Рейнської армії. У тому ж 1800 році успішно воював проти Австрії, відзначившись в битві при Гоенліндені. З 15 січня 1801 року — командир зведеної дивізії в Ліоні.

### Придушення повстання в Сан-Домінго
У 1801 році Наполеон призначив Леклерка командувачем експедицією, метою якої було відновити контроль Франції над своєю колонією Сан-Домінго. Тут під час повстання була прийнята конституція, яка оголосила керівника повстання Туссена Лувертюра довічним президентом. Хоча Лувертюр і присягнув на вірність Імперії, Наполеон побоювався втрати контролю над колонією.
Французькі війська, що складалися з великої кількості військових кораблів і 40 тисяч солдатів, здобули ряд перемог над повсталими. У зв'язку зі зміною обстановки, ряд вищих офіцерів армії повсталих, яким Леклерк пообіцяв зберегти їх звання у французькій армії, перейшли до нього. Лувертюр був змушений почати переговори, на яких він пообіцяв відійти від справ.
Секретні інструкції Наполеона Леклерку передбачали арешт Лувертюра. Леклерк заарештував Лувертюра під час переговорів і відправив до Франції, де той і помер, перебуваючи в ув'язненні в замку Фор-де-Жу, в департаменті Ду, в 1803 році.
Вміло використовуючи амбіції молодих суперників Лувертюра, Леклерк був близький до того, щоб роззброїти офіцерів — креолів. Тоді ж з Гваделупи прийшли звістки, що послані туди французькі експедиційні сили відновили там рабовласництво. Саме це, як вважав Лувертюр, було метою французьких військ, і саме в цьому він намагався переконати своїх прихильників.
Рабство було скасовано в Сан-Домінго з кінця 1793 року. Леклерк публічно повторив обіцянку Наполеона, що «всі жителі Сан-Домінго є французами» і назавжди вільні. Перспектива відновлення рабства на Сан-Домінго породила хвилю обурення, яка поховала надії французів на відновлення контролю над колонією. Повстанці-креоли знову почали боротися проти французьких військ, які до того ж були ослаблені епідемією жовтої гарячки, яка вже взяла життя 25 тисяч французьких солдатів. У рапортах Леклерка до Франції говорилося: «Так як терор залишився єдиним інструментом, який я можу використовувати, я застосую його» і "ми повинні знищити всіх негрів, які живуть у горах, чоловіків і жінок, залишивши тільки дітей молодше дванадцяти років. Ми повинні знищити половину негрів, які живуть на рівнинах … ".
Леклерк помер від жовтої гарячки в листопаді 1802 року. Після його смерті командування прийняв генерал Рошамбо, чиї жорстокі дії призвели до того, що більшість офіцерів, які зрадили Лувертюра, знову приєдналося до повсталих, серед них були Жан-Жак Дессалін, Александр Петіон і Анрі Крістоф.
18 листопада 1803 року Дессалін остаточно розбив французькі війська Рошамбо, і 1 січня 1804 року було проголошено незалежність Сан-Домінго, яке відтепер стало називатися Республіка Гаїті.

## Родина
Шарль Леклерк народився в родині купця. Крім нього родина мала також дочок: Луїзу-Емі-Жулі та Луїзу-Шарлоту
- Луїза-Емі-Жулі Даву — сестра Шарля Леклерка. З 1801 року дружина наполеонівського полководця Луї Ніколя Даву. У шлюбі родина мала дітей: Поль (1802—1803), Жозефіна (1804—1805), Антуанетта Жозефіна (1805—1821), Адель Наполеона (1807—1885), Наполеон (1809—1810), Наполеон-Луї (1811—1853), Жюль (1812—1813), Аделаїда-Луїза.
- Луїза-Шарлота Фріан– сестра Шарля Леклерка. З 22 грудня 1804 року дружина наполеонівського полководця Луї Фріана (другий його шлюб). У цьому шлюбі родина мала дочку, Луїзу (1815—1869).

У 1797 році одружився з Поліною Бонапарт, сестрою майбутнього імператора Франції Наполеона Бонапарта, що породнило його з родиною Бонапарт. У цьому шлюбі подружжя мало сина Дерміда Луї Наполеона Леклерка. Хрещеним дитини стає майбутній імператор Наполеон І, який також обирає ім'я Дермид, з поезії Оссіана, яка була у моді на той час. Дитина померла шестирічною, у зв'язку зі слабким здоров'ям.

## Пам'ять
- Статуя в Понтуазі, де Леклерка показано в однострої наполеонівських часів. Її поставив маршал Даву і його друга дружина Луїза-Емі-Жулі (сестра Шарля Леклерка) на вершині сходів, побудованих у 1869 році Франсуа Лемотом. Статуя знаходиться на квадратному кам'яному постаменті, висотою у три метра і примикає до південної сторони міського собору Сен-Макло. Є також його статуя Жана Гійома Мойте в Пантеоні Парижа.
- Шарля Леклерка («LECLERC») вказано серед інших видатних військових діячів, що служили Франції в період Революції і Першої імперії, на Тріумфальній арці, в Парижі.